# Rosa Menéndez
Rosa María Menéndez López (Corollos, Cudillero, Asturias, 12 de febrero de 1956) es una científica española. Fue la primera mujer que presidió el Consejo Superior de Investigaciones Científicas (CSIC), cargo que ostentó desde noviembre de 2017 hasta junio de 2022.

## Biografía
Pese a que en un principio pensaba dedicarse a la enseñanza, Menéndez López se licenció en Química orgánica en la Universidad de Oviedo en 1980 y posteriormente se doctoró en la misma universidad en 1986 (tesis: Caracterización de los líquidos del carbón. Técnicas de fraccionamiento y caracterización de las fracciones). Empezó a trabajar en el CSIC, en el Instituto Nacional del Carbón (hoy Instituto de Ciencia y Tecnología del Carbono, INCAR) de Oviedo. En los años 90 puso en marcha el grupo de Materiales Compuestos de dicho instituto, perteneciente al departamento de Química de Materiales. En mayo de 2003 accedió, mediante un proceso de promoción interna, a la escala de Profesores de Investigación del Consejo Superior de Investigaciones Científicas.
Durante su trayectoria profesional ha colaborado con numerosas industrias del sector eléctrico, aeronáutico, carboquímico y petroquímico. Ha presidido la Asociación Europea de Materiales de Carbono (ECA). También ha realizado estancias en diversos centros de investigación extranjeros, como el Northern Carbon Research Laboratories de la Universidad de Newcastle, en Newcastle upon Tyne, en Reino Unido; la Universidad de Clemson en Carolina del Sur, en EE. UU. en el Imperial College de Londres o la Universidad de Nottingham.
Su trabajo como investigadora está relacionado con los materiales de carbono y su aplicación en los campos de energía, aeronáutica, medioambiente y salud. Se ha ocupado de la optimización de los procesos de conversión del carbón y revalorización de sus derivados, así como los procedentes del petróleo mediante su utilización como precursores de materiales de carbono, iniciando una línea de investigación sobre el grafeno y su utilización en varias aplicaciones, como el almacenamiento de energía y los reactores nucleares de fusión, y también en el campo de la biomedicina. Ha participado en más de una treintena de proyectos de investigación de carácter regional, nacional y europeo, encabezando como investigadora principal una veintena de estos y coordinando cinco europeos. en la actualidad es la investigadora principal de un proyecto cuyo objetivo es el diseño y desarrollo de sensores electroquímicos basados en grafeno para la detección de contaminantes emergentes en aguas. Ha publicado más de 220 artículos en revistas internacionales de alto índice de impacto, varios capítulos de libros, dos libros de divulgación, y ha dirigido 24 tesis doctorales. También dispone de nueve patentes.
Desde 2003 hasta 2008 dirigió el INCAR y entre mayo de 2008 y febrero de 2009 ocupó el cargo de Vicepresidenta de Investigación Científica y Técnica del CSIC. Fue miembro del Consejo Rector de la Agencia Estatal de Investigación y de la Comisión Nacional de Evaluación de la Actividad Investigadora (CNEAI), así como del Comité Científico Asesor del  Principado de Asturias. Participó activamente en la coordinación y evaluación de programas de investigación nacionales (materiales y energía) y europeos (Programas Marco y del Carbón y del Acero - antigua CECA y actualmente RFCS). 
El 17 de noviembre de 2017, a propuesta del Ministerio de Economía y Competitividad, el gobierno español aprobó el nombramiento de Rosa María Menéndez como presidenta del Consejo Superior de Investigaciones Científicas (CSIC), sustituyendo en el cargo a Emilio Lora-Tamayo. Menéndez se convirtió, de este modo, en la primera mujer que presidió el mayor organismo público de investigación de España, con una plantilla de 13 000 investigadores, de los cuales más del 35 % eran mujeres. Cesó en junio de 2022, siendo sustituida por otra mujer, María Eloísa del Pino Matute. Durante su presidencia se creó la Comisión de Mujeres y Ciencia que produce cada año un informe de mujeres científicas que evalúa la institución con perspectiva de género para promover avances más rápidos.
El día 1 de junio de 2018 fue nombrada vicepresidenta de Science Europe, asociación sin ánimo de lucro radicada en Bruselas que agrupa a las más importantes agencias europeas financiadoras de la investigación y de la innovación, en total 43 organizaciones, con el objetivo primordial de representar la voz de la comunidad científica ante las instituciones de la Unión Europea. Cesó en dicho cargo en 2022.
Es una de las personas promotoras de la Fundación Margarita Salas, para la defensa y promoción del papel de la mujer en la ciencia.

## Premios y reconocimientos
- 1996 premio "Shunk Carbon Award", concedido por la empresa alemana Shunk a investigadores jóvenes, por su contribución al desarrollo de la ciencia de los materiales de carbono.[10]
- 2007 "Premio Vital Álvarez Buylla", concedido por la UNESCO y el Ayuntamiento de Mieres, por su contribución al desarrollo y divulgación de la ciencia.
- 2009 "Premio DuPont de la Ciencia".[14]
- 2009 "Premio de la Asociación de Comunicación del Principado de Asturias a Personas".
- 2016 "Premio de la Asociación Española de Materiales", por su carrera científica,
- 2016 "Premio al Talento Experto" concedido por Human Age y Cinco Días,[9]
- 2016 "Premio Innova" concedido por el Diario de León.[5]
- 2017 "Manzana de Oro" del Centro Asturiano de Madrid.
- 2018 "Premio Amuravela de Oro", otorgado por la Asociación de Amigos de Cudillero.[15]
- 2018 Inclusión en la "Tabla Periódica de las Científicas" de todo el mundo, para conmemorar el Año Internacional de la Tabla Periódica de los Elementos Químicos, que celebra en 2019 el 150.º aniversario de la publicación de Mendeléyev.[16]
- 2018 "Premio a la Excelencia Química", otorgado por Antonio Macho, Presidente del Consejo General de Colegios Químicos de España.[3]
- 2018 "Asturiana del mes (diciembre)" concedido por el diario La Nueva España.
- 2018 Premio “Máster de oro Estatutario" del Real Forum de Alta Dirección.
- 2019 "Hija predilecta de Cudillero".
- 2019 "Medalla de Honor del Club Español del Medio Ambiente".
- 2019 "Medalla de Plata de Asturias" otorgada por el Gobierno del Principado de Asturias.
- 2019 "Aula del futuro Rosa Menéndez en el CP Tremañes de Gijón.
- 2020 "Premio del diario el Comercio en el apartado de Ciencia".
- 2020 "Aula Científica y Tecnológica Rosa Menéndez" en el CP de San Cucao de Llanera.
- 2021 "Premio AIQBE al fomento y desarrollo de la Ciencia y la Tecnología".[17]
- 2021 "Aula Rosa Menéndez López" en el IES Fleming de Oviedo.
- 2021 El Ayuntamiento de Colmenar Viejo le dedicó una calle en el barrio Cerca Tejera.[18]
- 2020 "Premio AIQBE al fomento y desarrollo de la Ciencia y la Tecnología".[17]
- 2021 "Premio a su trayectoria profesional" de la Fundación Merck Salud.
- 2021 "Premio Clara Campoamor" del Ayuntamiento de Madrid.
- 2022 "Premio Mining and Minerals Hall" a su trayectoria profesional.
- 2023 El Ayuntamiento de Oviedo le dedicó una calle en el barrio de Teatinos.
- 2023 Nombrada "Académica numeraria de la Academia Asturiana de Ciencia e Ingeniería (AACI)".
- 2023 Primer premio del jurado de los "III Premios de la Fundación Zaballos".
- 2015, 2018 y 2021 "Top 100 Mujeres Líderes" en el apartado de Académicas e Investigadoras.
- 2024 "Aula de Ciencias Rosa Menéndez" del CP Versalles de Avilés.
- 2024 Premio Erna Hambuger, EPFL Wish Foundation (Lausanne, Suiza).